# Kenton (Delaware)
Kenton es un pueblo ubicado en el condado de Kent en el estado estadounidense de Delaware. En el año 2000 tenía una población de 430 habitantes y una densidad poblacional de 531 personas por km².

## Geografía
Kenton se encuentra ubicado en las coordenadas 39°13′38″N 75°39′56″O / 39.22722, -75.66556.

## Demografía
Según la Oficina del Censo en 2000 los ingresos medios por hogar en la localidad eran de $38,250, y los ingresos medios por familia eran $38,000. Los hombres tenían unos ingresos medios de $32,143 frente a los $27,500 para las mujeres. La renta per cápita para la localidad era de $15,539. Alrededor del 15.4% de la población estaban por debajo del umbral de pobreza.

## Localidades adyacentes
Diagrama de las localidades a un radio de 16 km a la redonda de Kenton.